# Pseudoceros limbatus
Espèce
Pseudoceros limbatus est une espèce de vers plats marins du genre Pseudoceros et de la famille des Pseudocerotidae.

## Systématique
Le nom valide complet avec auteur de ce taxon est Pseudoceros limbatus Leuckart, 1828. Cette espèce a été initialement décrite par Leuckart sous le protonyme Planaria limbata.
Il ne doit pas être confondu avec Pseudoceros limbatus Haswell, 1907, qui est un synonyme de Pseudoceros liparus.
Pseudoceros limbatus Leuckart, 1828 a pour synonymes :
- Eurylepta limbata (Leuckart, 1828)
- Eurylepta praetexta Ehrenberg, 1831
- Planaria limbata Leuckart, 1828
- Proceros limbatus (Leuckart, 1828)

## Publication originale
- (de) Eduard Rüppell et Friedrich Sigismund Leuckart, Atlas zu der Reise im nördlichen Afrika : Neue wirbellose Thiere des rothen Meers, Allemagne, Gedruckt und in Commission bei Heinr. Ludw. Brönner, 1828, 614 p. (lire en ligne), p. 14.